# Jimmy Joge
Jimmy Joge, född 31 januari 1979, är en svensk rallyförare från Tjällmo.
Han har tävlat i rally sedan 1999 och startade sin karriär i Volvo Original Cup. 
Joge blev svensk mästare 2010.

## Karriär

### 2010
Svensk Mästare i Otrimmat 4wd, 1:a i Mitsubishi Ralliart Evo Ch.
- 2010-10-09, 5:a KMK- Trofén (SM/MREC), 3:a GrN, 2:a MREC
- 2009-09-04, 2:a Västrallyt (SM/MREC), 1:a GrN, 1:a MREC
- 2009-08-14, 6:a Kvarnturen
- 2009-05-15, 4:a South Swedish Rally (SM/MREC), 2:a GrN, 1:a MREC
- 2009-04-24, 3:a Kong Christian Race (MREC), 2:a GrN, 2:a MREC
- 2009-03-04, 2:a, Himmelstalunds-sprinten
- 2009-02-27, 4:a Vinterpokalen (SM/MREC), 2:a GrN, 1:a MREC
- 2009-02-13, 6:a Rally Sweden (SM/MREC), 4:a GrN, 1:a MREC
- 2009-01-17, Bröt Z-Trofén, ss4

### 2009
- 2009-10-09, 6:a KMK- Trofén (SM), 3:a GrN
- 2009-09-19, 5:a Kolsva- Rundan (SM/MREC), 3:a GrN
- 2009-08-29, 5:a Viks 8:an (SC), snabbaste GrN bil
- 2009-08-15, 4:a AM-TRYCK Snapphanerallyt (SM/MREC), 2:a GrN
- 2009-07-25, Bröt Kullingstrofén (SC,MREC), Tekniskt fel service
- 2009-05-16, Bröt South Swedish Rally (SM), Oljetryck ss9
- 2009-02-02, Bröt Holmenskograllyt (SC), Motorhaveri ss5
- 2009-04-25, 1:a Kong Christian Race (MREC)
- 2009-03-09 Bröt, LBC-Ruschen (SC/MREC), Motorhaveri ss4
- 2009-02-14 3:a Hälsingerallyt (SC)
- 2009-01-30-31 10:a Värmland Runt (SM), 4:a GrN, punktering dag 2.
- 2009-01-17 2:a Offerdalingen, 1:a GrN.

### 2008
Svensk Mästare i Otrimmat 4wd, 3:a i SuperCupen.
- 2008-09-12-13, 4:a BILAM-Trofén (SM), 1:a GrN.
- 2008-08-30, 3:a AM-TRYCK Snapphanerallyt (SM), 1:a GrN.
- 2008-08-09, 3:a Kvarnturen (SC), snabbaste grupp N-bil.
- 2008-06-07 6:a Karlskronapokalen (SM), 1:a GrN.
- 2008-05-24-25 4:a South Swedish Rally (SM), 2:a GrN, bromsproblem dag 1.
- 2008-05-10 Bröt Carl Lamm, fel på databoxen
- 2008-04-19 16:e Kong Christian Race (MREC), punktering ss2, sträcksegrare ss3, 5:a Svenska Mitsubishi Evolution Challenge deltävling 2
- 2008-04-12 2:a Pekingsnurren
- 2008-03-08 6:a LBC-Ruschen (SC/MREC) 4wd 1:a Svenska Mitsubishi Evolution Challenge deltävling 1
- 2008-02-23 6:a Z-trofén (SC) snabbaste grupp N-bil.
- 2008-02-08-10 Swedish Rally (SM) inställt
- 2008-01-18-19 Bergslagsrallyt (SM) inställt
- 2008-01-05 1:a Offerdalingen Gr H Totalseger

### 2007
Svensk Mästare i WRC, 9:a totalt i Svenska rallyt.
- 2007-10-26 1:a Marknadsnatta Gr A Totalseger
- 2007-10-06 8:a Duntiscupen 5 Gr A Dumpventil 1:a rundan, totalsnabbast i resterande åk.
- 2007-08-24-26 Bröt Barum Rally (IRC) S2000 Hälsoskäl
- 2007-06-16 Bröt Rally Sandviken (SM) S2000 på ss2, efter bilbrand. Snabbast på ss1
- 2007-07-13 - 14 Bröt Rally Russia (IRC) S2000 på ss5, hjulupphängning. Låg 2:a 0,1sek efter Anton A.
- 2007-05-25-26 4:a South Swedish Rally (SM/EM) S2000 4:a totalt SSR
- 2007-05-05 Bröt Holmenskog Rallyt Gr A på transport efter bränsleläckage, totalsnabbast ss1
- 2007-04-29 1:a Lille Mats rallysprint S2000 Totalseger
- 2007-04-07 3:a Himmelstalunds sprinten Gr A
- 2007-02-08 - 11 Bröt Swedish Rally (VM) S2000, på ss2, växellåda

### 2006
- 2006-09-29 - 30 3:a Östgötarallyt (SM) WCR 5:a totalt
- 2006-09-23 Bröt Rejmeknixen Gr A efter rullning
- 2006-09-09 2:a Majpokalen Gr A i hyrd grN-bil
- 2006-08-25-26 1:a AM-Tryck Snapphanerallyt (SM)WCR Totalseger
- 2006-08-05 1.a Killingen (SM) WCR Totalseger
- 2006-07-22 Bröt Kullingstrofén Gr A på grund av kopplingen
- 2006-07-01 1:a Duntissprinten Gr A Totalseger
- 2006-06-17 Bröt Skilling 500 Gr A motorn gick varm
- 2006-05-12-13 Startade ej South Swedish Rally (SM), på grund av sjukdom
- 2006-04-29 1:a Silverratten Gr A 1:a i sin tävling
- 2006-04-15 6:a Himmelstalundssprinten Gr A Ej till final, bilen strulade
- 2006-02-1718 1:a Snow Rally (SM) WCR Totalseger
- 2006-02-03-05 9:a Swedish Rally (VM) WCR 9:a totalt
- 2006-01-21 1:a Faxerundan Gr A Totalseger
- 2006-01-13-14 4:a Bergslagsrallyt (SM) WCR 5:a totalt
- 2006-01-07 Bröt Fönesprinten Gr A bilen stannade i ledning

### 2005
Peugeot WRC i SM, silver i SM.
- 2005-10-22 5:a BCA Rally 2005 (DK) S1600 9:a totalt
- 2005-10-08 1:a Halmstads Rallysprint S1600 Totalseger
- 2005-09-09-10 4:a Kolsvarundan (SM) WCR 15:e totalt 3/4 i SM
- 2005-08-20 2:a Rally Österlen (SM) WCR 2:a totalt
- 2005-05-20-22 2:a Sydrallyt (SM) WCR 2:a totalt 2/1 i SM
- 2005-05-07 5:a NMK-sprinten GrN 2WD
- 2005-04-23 - Kong Christian Race WCR utom tävlan, som VIP
- 2005-02-26 2:a Vinterpokalen (SM) WCR 2:a totalt
- 2005-02-11-13 3:a Swedish Rally (VM) S1600 23:e totalt
- 2005-02-04-05 3:a Jämtrallyt (SM) WCR 3:a totalt 4/4 i SM

### 2004
- 2004-11-06 Bröt Höglandsrallyt Gr N Avåkning
- 2004-10-16 2:a Rikspokalen Gr N 17:e totalt
- 2004-09-18 1:a Stenbocksrundan (DM) Gr N 5:a totalt
- 2004-09-10-11 Bröt Östgötarallyt (SM) Gr N drivaxel på SS4, låg på pallplats
- 2004-08-28 Bröt Dackefejden Gr N Avåkning
- 2004-08-28 1:a Kanonrundan (onotad) Gr N 6:a 2wd, 11 totalt
- 2004-08-21 2:a Bilmetrorallyt (SM) Gr A 10:a totalt
- 2004-08-06-08 Bröt Neste Rally Finland (VM) Gr A på grund av sjukdom
- 2004-06-12 4:a Duntissprinten (DM) Veteran
- 2004-05-14-15 3:a South Swedish Rally (SM/EM) Gr A 3(EM) 6/2(SM) totalt: 15 i EM, 21/14 i SM
- 2004-04-24 1:a Kong Christian Race (SC) Gr A  1:a 2WD, 8:a totalt
- 2004-02-27-28 1:a Rally Vännäs (SM) Gr A 10:a totalt
- 2004-02-13-15 2:a Snow Rally (SM/EM) Gr A 2(EM) 2/2(SM) totalt: 6:a i EM, 12/15 i SM
- 2004-01-31 1:a Indalsleden Gr N 2:a totalt
- 2004-01-25 1:a Z-trofén (SC) Gr N 8:e i 2wd